# Clube Ferroviário da Beira
Il Clube Ferroviário da Beira, meglio noto come Ferroviário Beira, è una società calcistica mozambicana, con sede a Beira.

## Storia
La squadra venne fondata nel 1924, quando il Mozambico era una colonia portoghese. Durante il periodo precedente l'indipendenza della nazione africana, il club vinse tre campionati coloniali (1955, 1961, 1974), tra cui l'ultima edizione del torneo. Nel 1978 disputa la finale della prima edizione della Taça de Moçambique, persa contro il Maxaquene.
Nel 2005 si aggiudica la sua prima competizione post-indipendenza, vincendo la Taça de Moçambique, trofeo che conquisterà in altre due occasioni, nel 2013 e 2014. Nel 2017 vince la Supercoppa, battendo il Songo.
Nel 2016 si aggiudica il suo primo campionato post-indipendenza, superando di sei punti il Songo. Nel 2023 si aggiudica il suo secondo campionato.

## Palmarès

### Competizioni nazionali
- Campionato mozambicano: 2

2016, 2023
- Coppa del Mozambico: 3

2005, 2015, 2016
- Supercoppa mozambicana: 1

2017